# ワイルド・ビル・ヒコック

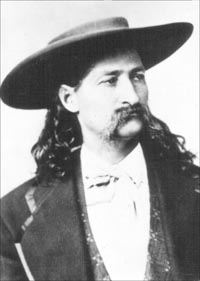
ワイルド・ビル・ヒコック

“ワイルド・ビル”ジェームズ・バトラー・ヒコック（James Butler "Wild Bill" Hickok, 1837年5月27日 - 1876年8月2日）は、アメリカ合衆国西部開拓時代のガンマン、北軍兵士。
ヒコックはイリノイ州トロイ・グローブで生まれた。彼はサンタ・フェとオレゴン・トレイルの駅馬車御者になるため父親の農場を1855年に離れる。彼の拳銃の腕はその愛称に結びついた。1857年に彼は、カンザス州ジョンソン郡(現在レネックサ市の一部)の160エーカーの土地を要求し、モンティセロ郡区の治安官になった。1861年には、ネブラスカ州で町の保安官になる。
駅馬車の御者やバッファロー・ハンターとして生計を立てていたが、南北戦争では北軍に雇われて情報を収集した。1872年から1873年にかけては、バッファロー・ビルが主催する西部劇ショーの「ワイルド・ウエスト・ショー」に参加して東部を巡業した。サウスダコタ州デッドウッドの酒場でポーカーに興じているところを無宿者のジャック・マッコールに背後から撃たれ殺された。なお、このときビルが手に持っていたトランプが黒のAと8のツーペアだったとされるため、この手は「デッドマンズ・ハンド」と呼ばれている。

## ワイルド・ビル・ヒコック関連の作品

### 映画
- 2挺拳銃（英語版）（クリフォード・スミス（英語版）監督、1923年、演：ウィリアム・S・ハート）
- 平原児（セシル・B・デミル監督、1936年、演：ゲイリー・クーパー）
- ミズーリ大平原（ジェリー・ホッパー監督、1953年、演：フォレスト・タッカー）
- シャイアン砦（デヴィッド・ローウェル・リッチ監督、1966年、演：ドン・マレー）
- 小さな巨人（アーサー・ペン監督、1971年、演：ジェフ・コーリー）
- ホワイト・バッファロー（J・リー・トンプソン監督、1977年、演：チャールズ・ブロンソン）
- ワイルド・ビル（ウォルター・ヒル監督、1995年、演：ジェフ・ブリッジス、劇場未公開）
- Hickok (ティモシー・ウッドワード・ジュニア監督、2017年、演：ルーク・ヘムズワース、劇場未公開)

### テレビドラマ
- ヤングライダーズ - The Young Riders （1989年 - 1992年）演：ジョシュ・ブローリン
- デッドウッド 〜銃とSEXとワイルドタウン - Deadwood （2004年 - ）演：キース・キャラダイン